# Jamur Uluh
Jamur Uluh is een bestuurslaag in het regentschap Bener Meriah van de provincie Atjeh, Indonesië. Jamur Uluh telt 235 inwoners (volkstelling 2010).